# Caterpillar 318C L
A Caterpillar 318  é uma escavadeira hidráulica de pequeno  porte fabricada e comercializada no Brasil pela Caterpillar Inc. desde abril de 2015.
O  alcance do braço da máquina é de 2,6 metros sendo um dos maiores da categoria. Sua lança de alcance é 5,1 metros.
A  escavadeira pode ser equipada com caçambas, compactadores, garras, multiprocessadores, escarificadores, trituradores, pulverizadores, martelos e tesouras.